# Büblosz uralkodóinak listája
Büblosz, a korabeli Gubla Fönícia egyik jelentős városállama volt az i. e. 2. évezred első felétől III. Alexandrosz hódításáig.
Az alábbi táblázatban szereplő évszámok az I. e. 6. századig körülbelül (hozzávetőlegesen) értendők.
| Név                             | Idő                    | Megjegyzés                                                   |
| ------------------------------- | ---------------------- | ------------------------------------------------------------ |
| Ibdadi                          | i. e. 2050             | ékírásos szöveg Dréhemből (Nippur külvárosa)                 |
| I. Abisemu                      | i. e. 1820–1795        |                                                              |
| Ipsemuabi                       | i. e. 1795–1780        |                                                              |
| Káin                            | i. e. 1780–1770        |                                                              |
| Jakín-Ilum (Rejen vagy Jakinel) | i. e. 1770–1765        | Jantin-Ammi apja, Ja2-ki-in-AN                               |
| Jantin-Ammi (vagy Inten)        | i. e. 1765–1735        | Máribeli feliratokból is ismert                              |
| II. Abisemu                     | i. e. 1720–1700        | egyiptomi forrásokból is ismert                              |
| Japasemuabi                     | i. e. 1700–1690        | Bübloszban egy egyiptomi feliratról                          |
| Akeri                           | i. e. 1690–1670        | II. Abisemu fia                                              |
| Akaj                            | i. e. 1670–1650        | a név egy sztéléről ismert                                   |
| Abímilki                        | i. e. 15–14. század    | talán a bibliai Abimelekkel azonos                           |
| Ríbaddi                         | i. e. 1375–1355        | Az Amarna-levelekből ismert                                  |
| Ahiram                          | i. e. 1250–1000 között | V. számú sír a bübloszi nekropoliszban                       |
| Zakar-Baál                      | i. e. 1075 körül       | a Venamon utazása című történet említi                       |
| Jehimlik                        | i. e. 950              | a név egy sztéléről ismert                                   |
| Abí-Baál                        | i. e. 930              | neve egy szoborfeliratról ismert                             |
| Eli-Baál                        | i. e. 920              | neve egy szoborfeliratról ismert                             |
| I. Sipit-Baál                   | i. e. 900              | asszír forrásokból                                           |
| II. Sipit-Baál                  | i. e. 740              | asszír forrásokból                                           |
| Ormilki                         | i. e. 701              | asszír forrásokból                                           |
| Milkiaszaf                      | i. e. 670              | asszír forrásokból                                           |
| III. Sipit-Baál                 | i. e. 500              | fia töredékes sztéléjéről ismert, a fia neve nem maradt fenn |
| Ormilki                         | i. e. 480              | Jehimilk sztéléjéről                                         |
| Jehar-Baál                      | i. e. 470              | Jehimilk sztéléjéről                                         |
| Jehimilk                        | i. e. 450              | Ormilki unokája, Jehar-Baál fia                              |
| Eli-Baál                        | i. e. 362              | pénfeliratokról                                              |
| Oz-Baál (Sipit-Baál)            | i. e. 348              | pénzfeliratokról Kép                                         |
| Adramelek                       | i. e. 340              | pénzfeliratokról Kép                                         |
| Ajinel                          | i. e. 333              | pénzfeliratokról Kép                                         |